# Trường ca Bức tranh non nước

Bìa đĩa VCD Trường ca Bức Tranh Non Nước- Ns Minh Châu.jpeg

Trường ca Bức tranh non nước được Nhạc sĩ Minh Châu viết trong bốn năm và phát hành CD,VCD vào năm 2003. Đây là một trường ca gồm 4 phần: 
- Phần 1-Miền Bắc-Lời ru Đất Bắc.
- Phần 2-Miền Trung-Tiếng Vọng Miền Trung.
- Phần 3-Miền Nam-Giọng Hò Phương Nam.
- Phần 4-Việt Nam Gấm Hoa.

Trường ca này được sử dụng chất liệu âm nhạc dân tộc và văn hóa dân gian của 3 miền để diễn tả những đặc trưng về địa lý,lịch sử,văn hóa... của 3 miền trải dài theo thời gian từ quá khứ đến hiện tại và hướng về tương lai. Tác phẩm chứa chan tình yêu thương với quê hương, đầy đặn như một bức tranh tổng thể về non nước Việt Nam; ta có thể gặp rất nhiều những địa danh,tên người,dấu ấn lịch sử,văn hóa... của 3 miền được diễn tả bằng giai điệu hết sức đặc trưng của từng miền. Phần cuối của Trường ca với bài hát Việt Nam Gấm Hoa như một bài tụng ca thấm đẫm vẻ đẹp và hồn dân tộc của quê hương Việt Nam..........
Trường ca Bức tranh non nước và Trường ca người Việt là 2 trong số những Trường ca của Nhạc sĩ Minh Châu năm 2011 đã được Tổ chức Kỷ Lục Việt Nam trao Kỷ lục "Nhạc Sĩ Viết Nhiều Trường Ca Nhất".....
...